# Batak
batak（バタク）は、日本のビスポーク・テーラー。有名テーラー/モデリストである中寺広吉（なかでら ひろよし）が手がけるビスポーク・テーラー ショップ。

## 沿革
- 大手アパレルメーカーのパタンナー、モデリストを経て独立し、1994年、株式会社ノーベルノートとしてアトリエを立ち上げる。
- 1999年、代官山に高級注文紳士服を扱うビスポーク・テーラー「batak」をオープン。
- 2003年より、メイド・トゥ・メジャーブランド「batak House Cut」を伊勢丹メンズ館、東京新丸ビル、阪急メンズ大阪内にオープンさせる。
- その後、「batak」としてビスポーク（フルオーダー）を代官山の旗艦店で行い、「batak House Cut」としてメイド・トゥ・メジャー（イージーオーダー）を新丸ビル、阪急百貨店メンズ館で展開。
- 2012年、batak Hibiyaオープン。（ビスポークを担う代官山店を日比谷の帝国ホテル前へ移転）
- 2014年、batak House Cut Gyoen オープン。（メイド・トゥ・メジャーを担う新丸ビル店を新宿御苑前に移転）
- 2015年、ビスポーク専門サロン兼アトリエ「batak 中寺創作室」を御苑店同ビル６階にオープン。
- 2018年、batak Osaka（FC）を船場ビルディング内にオープン。
- 2020年、batak Hibiyaをリニューアルオープン。（新宿御苑店と統合）

## 店舗
- batak Hibiya

- batak 中寺創作室

### フランチャイズ店
- batak Osaka